# Advocatus dei
Advocatus dei (Guds advokat) var en person som utsågs av katolska kyrkan och som skulle undersöka och föra kyrkans talan vid en disputation rörande en kanonisering.
Mot honom stod Advocatus diaboli (djävulens advokat) (formellt namn promotor fidei) som skulle vara skeptisk till personen och söka hitta argument som talade mot att personen skulle förklaras vara helgon.
Påven Johannes Paulus II reformerade kanoniseringsprocessen 1983 och numera kallas Advocatus dei Promotor iustitiae.